# 岩大戟
岩大戟（学名：Euphorbia jolkini）为大戟科大戟属下的一个种。

## 外部連結
- 岩大戟內酯B Jolkinolide B （页面存档备份，存于） 中草藥化學圖像數據庫 (香港浸會大學中醫藥學院) （中文）（英文）

## 扩展阅读
- 維基物種上的相關：岩大戟